# Munster Rugby-Stade toulousain en rugby à XV
Cet article retrace l'historique détaillé des confrontations entre les deux clubs européens de rugby à XV du Stade toulousain et de la province du Munster Rugby. La première confrontation entre ces deux clubs historiques remonte au 2 novembre 1996, dès la deuxième édition de la Coupe d'Europe.

## Histoire
Le comité du Cinq Nations décide en 1995 de créer une Coupe d'Europe de rugby à XV afin de proposer plus de matchs entre nations. Ainsi, les clubs français peuvent affronter les clubs britanniques et irlandais. 
C'est en Coupe d'Europe que les deux clubs vont principalement se rencontrer, ce qui explique le faible nombre de rencontres. Les deux équipes se rencontrent pour la première fois le 3 novembre 1996, lors des phases de poules de la deuxième édition de la Coupe d'Europe,
Le Stade toulousain, fondé en 1907 et concourant en Top 14, a remporté de nombreux titres dont 24 championnat de France (1912, 1922, 1923, 1924, 1926, 1927, 1947, 1985, 1986, 1989, 1994, 1995, 1996, 1997, 1999, 2001, 2008, 2011, 2012, 2019, 2021, 2023, 2024 et 2025) et 6 coupes d'Europe (1996, 2003, 2005, 2010, 2021 et 2024).
Le Munster, fondé en 1879 et concourant en United Rugby Championship, a remporté 4 championnat (2003, 2009, 2011 et 2023), 2 coupes d'Europe (2006 et 2008) dont une finale remportée contre les rouge et noir, le 24 mai 2008.
Lors de la première rencontre en 1996, les hommes de Guy Novès infligent la plus lourde défaite du Munster contre Toulouse, 41 points d'écarts. Ce n'est pas moins de 9 essais, de Christian Califano, Michel Marfaing, David Berty, Émile Ntamack, Stéphane Ougier, dont 6 transformés et 1 pénalité passées par Christophe Deylaud ; contre 1 essai de David Corkery, transformé par Keane, bottant 4 pénalités.
Le 6 mai 2000, c'est la première fois que les deux clubs se rencontre en phase finale de coupe d'Europe. C'est une victoire du Munster, au Parc Lescure de Bordeaux, avec les essais d'Hayes, Ronan O'Gara et Holland dont 2 transformés et 4 pénalités par O'Gara contre un essai de Jérôme Cazalbou et une transformation et 5 pénalités par Marfaing et une par Ougier.
En 2003, l'année du second titre européen, le Stade Toulousain retrouva en demi-finale le Munster au Stadium. Si Ronan O'Gara inscrivit tous les points pour les irlandais, Frédéric Michalak et Jean-Baptiste Élissalde fit la différence à la 66e minute, pour qualifier Toulouse en finale dans un match serré (13-12).
Le 24 mai 2008, les deux équipes se retrouvent au mythique Millenium Stadium de Cardiff pour disputer la 13e finale de Coupe d'Europe. Arbitré par Nigel Owens, le Munster remporte leur seconde étoile après un match disputé (16-13). Un essai transformé dans les deux camps par Denis Leamy et O'Gara à la 35e minute et par Yves Donguy et Élissalde à la 54e minute. Les buteurs ont fait la différence pendant la finale.
Dans les années 2010, les deux équipes s'affrontent à deux reprises (2014 et 2017) et se soldent par deux victoires des munstermen avec plus de 40 points au score.
En 2021, le Stade toulousain gagne pour sa première fois à Limerick au Thomond Park dans un brillant match de coupe d'Europe (33-40). Julien Marchand, Matthis Lebel et Antoine Dupont inscrivent 4 essais transformés par Romain Ntamack, auteur de 4 pénalités. Les hommes du Munster, quant à eux, marquent 4 essais de Keith Earls et Gavin Coombes dont un transformé par Joey Carbery et auteur de 2 pénalités.
Lors de l'édition 2021-2022 de Coupe d'Europe, le match est délocalisé à l'Aviva Stadium de Dublin à cause d'un concert d'Ed Sheran dans l'enceinte du Munster. Le 7 mai 2022 est une véritable bataille qui se termine par un score vierge (24-24). Prolongations, même résultat. Dès lors, séance de tirs au but. Dans la compétition, trois tireurs auront 2 tentatives chacun de 22 mètres puis de 40 mètres, pour faire la différence avant de participer à une mort subite. Côté français, Thomas Ramos, Ntamack et Dupont se chargeront de marquer tandis que côté irlandais, ce sera Conor Murray, Ben Healy et Carbery. Toulouse passe tout, le Munster échoue (2 TAB 4).
Le 11 décembre 2022, la rencontre fut perturbée par la météo. Un épais brouillard a handicapé les commentateurs et les spectateurs, sur place et sur leur écrans. Cependant, le match a bien continué et Toulouse vaincu (13-18) leur rivaux, lors de la première journée de Champions Cup.

## Confrontations
| n° | Date             | Club (domicile)  | Score             | Club (extérieur) | Lieu                             | Compétition                         |
| -- | ---------------- | ---------------- | ----------------- | ---------------- | -------------------------------- | ----------------------------------- |
| 1  | 3 novembre 1996  | Stade toulousain | 60 - 19           | Munster          | Stade des Sept Deniers, Toulouse | Coupe d'Europe, poule D, 5e journée |
| 2  | 6 mai 2000       | Stade toulousain | 25 - 31           | Munster          | Parc Lescure, Bordeaux           | Coupe d'Europe, demi-finale         |
| 3  | 23 avril 2003    | Stade toulousain | 13 - 12           | Munster          | Stadium, Toulouse                | Coupe d'Europe, demi-finale         |
| 4  | 24 mai 2008      | Munster          | 16 - 13           | Stade toulousain | Millenium Stadium, Cardiff       | Coupe d'Europe, finale              |
| 5  | 5 avril 2014     | Munster          | 47 - 23           | Stade toulousain | Thomond Park, Limerick           | Coupe d'Europe, quart de finale     |
| 6  | 1er avril 2017   | Munster          | 41 - 16           | Stade toulousain | Thomond Park, Limerick           | Coupe d'Europe, quart de finale     |
| 7  | 3 avril 2021     | Munster          | 33 - 40           | Stade toulousain | Thomond Park, Limerick           | Coupe d'Europe, huitième de finale  |
| 8  | 7 mai 2022       | Munster          | 24 - 24 (2 TAB 4) | Stade toulousain | Aviva Stadium, Dublin            | Coupe d'Europe, quart de finale     |
| 9  | 11 décembre 2022 | Munster          | 13 - 18           | Stade toulousain | Thomond Park, Limerick           | Champions Cup, Poule B, 1re journée |
| 10 | 22 janvier 2023  | Stade toulousain | 20 - 16           | Munster          | Stade Ernest-Wallon, Toulouse    | Champions Cup, Poule B, 4e journée  |

## Statistiques
- Stade toulousain - Munster Rugby
  - Victoires consécutives :
    - Stade toulousain : 4 victoires entre le 3 avril 2021 et le 22 janvier 2023
    - Munster Rugby : 3 victoires entre le 24 mai 2008 et le 1er avril 2017

  - Total :
    - Premier match gagné par le Stade toulousain : le 2 novembre 1996
    - Premier match gagné par Munster Rugby : le 6 mai 2000
    - Dernier match gagné par le Stade toulousain : le 22 janvier 2023
    - Dernier match gagné par Munster Rugby : le 1er avril 2017
    - Plus grand nombre de points marqués par le Stade toulousain : 60 points, le 2 novembre 1996
    - Plus grand nombre de points marqués par Munster Rugby : 47 points, le 5 avril 2014
    - Plus grande différence de points dans un match gagné par le Stade toulousain : +41, le 2 novembre 1996
    - Plus grande différence de points dans un match gagné par Munster Rugby : +25, le 1er avril 2017

  - Bilan
    - Nombre de rencontres : 10
    - Victoires du Stade toulousain : 6
    - Victoires de Munster Rugby : 4